# Enciclopedia Galáctica
La Enciclopedia Galáctica forma parte del universo de ficción de la Saga de la Fundación o ciclo de Trántor de Isaac Asimov, especialmente de la primera trilogía de novelas sobre la Fundación. En dicho ciclo la Enciclopedia Galáctica es la colección de todo el conocimiento humano.
En previsión de la crisis de descomposición del Imperio Galáctico, Hari Seldon, creador de la Psicohistoria, estableció dos Fundaciones "en extremos opuestos de la Galaxia", para lograr  la refundación del Imperio Galáctico en un período de tan sólo 1000 años, evitando 29.000 años de barbarie y decadencia social.
La primera Fundación, la única pública, estaba encargada de recopilar todos los conocimientos humanos, desde los tiempos primitivos hasta los actuales, en la Enciclopedia Galáctica. Sin embargo, la finalidad secreta de esta Fundación era ser la semilla política y económica del Segundo Imperio, un peso con el que los Enciclopedistas solos no podían cargar.
La Enciclopedia Galáctica es uno de los parámetros fundamentales de la Saga de la Fundación, pues atestigua con su publicación final, mil años después de creada la Fundación de Términus, el triunfo final de esta y la creación del Segundo Imperio Galáctico. Este hecho fue abordado por David Brin en la novela El triunfo de la Fundación, perteneciente a la Segunda Trilogía de la Fundación, en la que otros reputados autores de ciencia ficción continúan la saga; en esta novela Hari Seldon discrepa de Daneel Olivaw en el sentido de que su Fundación triunfará a pesar del plan Gaia-Galaxia de este destinado absorber a la creación de Hari. Esta es una de las grandes contradicciones de la Saga que ni el mismo Asimov intentó resolver.

## Finalidad y misión
El proyecto de crear una Fundación que conserve el conocimiento científico ante los inminentes siglos de caos que se prevén, es explicado así por Hari Seldon en el juicio que se sigue contra él:

Salvando los conocimientos de la raza. La suma del saber humano está por encima de cualquier hombre; de cualquier número de hombres. Con la destrucción de nuestra estructura social, la ciencia se romperá en millones de trozos. Los individuos no conocerán más que facetas sumamente diminutas de lo que hay que saber. Serán inútiles e ineficaces por sí mismos. La ciencia, al no tener sentido, no se transmitirá. Estará perdida a través de generaciones. Pero, si ahora preparamos un sumario gigantesco de todos los conocimientos, nunca se perderán. Las generaciones futuras se basarán en ellos, y no tendrán que volver a descubrirlo por sí mismas. Un milenio hará el trabajo de treinta mil años.

Pretende conservar la unidad del alto nivel de conocimiento científico alcanzado por la sociedad galáctica, y poner a disposición de todos los planetas la obra resultante. Es al mismo tiempo un centro de formación de científicos y de difusión del conocimiento. Sin embargo solo abarca especialistas en ciencias y tecnología y el conocimiento profundo sobre psicohistoria es excluido en el proyecto original.
La dualidad entre conservación-investigación del conocimiento la expresa así el personaje Salvor Hardin poco antes de dar un golpe de Estado para arrebatar al cuerpo científico la autoridad sobre Términus:

A ustedes y a la mitad de Términus les pasa igual. Estamos aquí sentados, anteponiendo la Enciclopedia a todo lo demás. Consideramos que el objeto de la ciencia es la clasificación de los datos pasados. Es importante, pero ¿no hay nada más que hacer? Estamos retrocediendo y olvidando, ¿no lo ven? Aquí en la Periferia han perdido la energía atómica. En Gamma Andrómeda ha explotado una planta de energía por una reparación defectuosa, y el canciller del imperio se queja de que hay pocos técnicos atómicos. ¿Cuál es la solución? ¿Formar nuevos técnicos? ¡Nunca! En lugar restringirán la energía atómica. Y por tercera vez: ¿No lo ven? Es algo que afecta a toda la Galaxia. Es un culto al pasado. Es una degeneración, ¡un estancamiento!
Salvor Hardin

Es importante señalar que la Enciclopedia actúa como tapadera, que "la Fundación de la Enciclopedia es un fraude y siempre lo ha sido". Sus miembros "han ignorado para qué trabajaban", y que "no importan los volúmenes" de la enciclopedia. El proyecto ha servido para mantener ocupados a los 100.000 habitantes en un pequeño planeta aislado "mientras los acontecimientos iban tomando forma", de modo que desde su dominio científico-técnico fueran el germen para la reconstrucción  del imperio.

## Organización
El nombre específico que se usa es Fundación número uno para la Enciclopedia. Es una institución científica independiente y libre de impuestos, creada y avalada por el emperador. Pertenece a los dominios directos del emperador que destina a los enciclopedistas reclutados por Hari Seldon al planeta Términus, en el extremo último de la galaxia. Aunque se trata de una forma de exilio forzoso, por considerar su presencia en la capital del imperio como un peligro para la estabilidad política, la Fundación está bajo la protección del emperador y la importancia de su trabajo es conocida por el resto de los planetas de la galaxia. El exilio se disimula bajo una gran publicidad para el proyecto.
Su población inicial serán unos 100.000 habitantes. El núcleo inicial de matemáticos alrededor de Seldon era de 50. En ella se recogen "los primeros y los últimos... científicos de la galaxia" y se la trata de "refugio científico". A veces se indica que está especializada en "ciencias físicas". La población del planeta son esencialmente científicos, y no tiene campesinos ni nobleza. Depende de suministros del exterior para asuntos esenciales como los metales.
El órgano superior de administración es la Junta de Síndicos. En el año 50 de su creación el director era Lewis Pirenne. Se mencionan departamentos de redacción, edición, publicación y filmación.